# Іспанська Вікіпедія

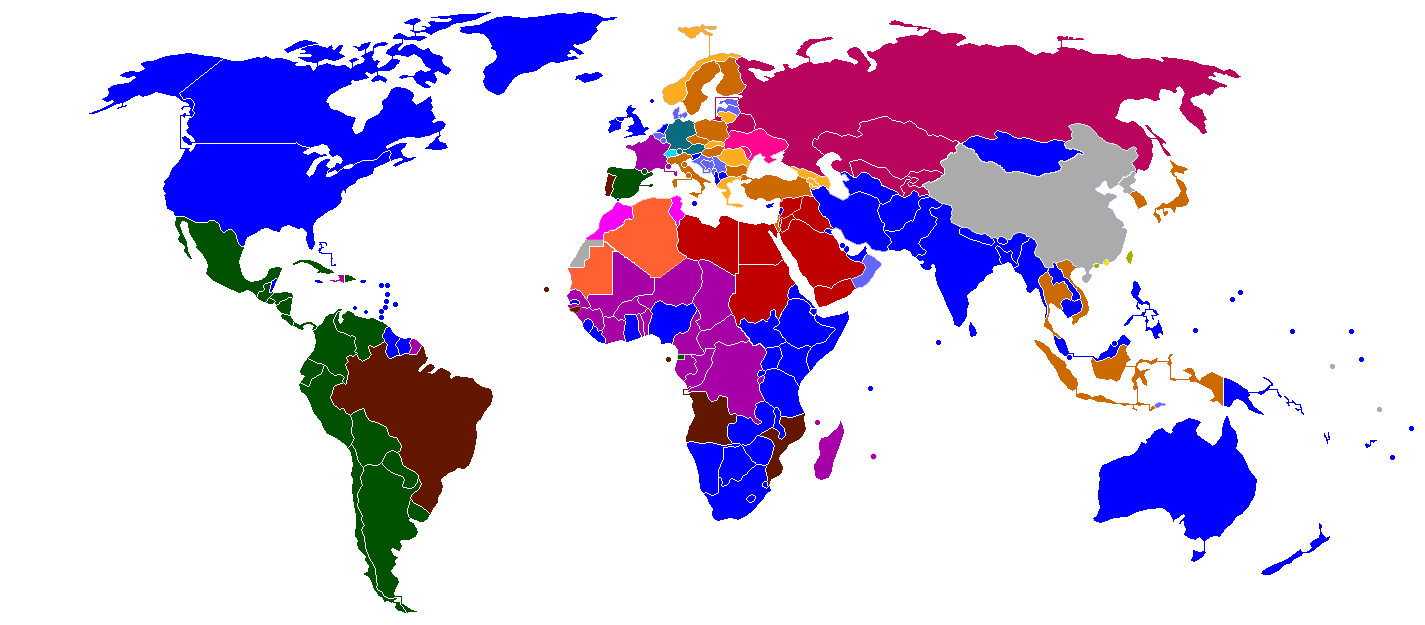
Домінування різних мовних розділів вікіпедії за відвідуваністю в країнах світу.
Синім кольором позначено англійську вікіпедію, зеленим — іспанську, фіолетовим — французьку, червоним — російську, коричневим — португальську, блакитним — німецьку, жовтим — китайську, помаранчевим — інші (домінують, як правило, в одній країні)
Світлим кольором позначено країни у яких відвідуваність даного розділу становить менше 50 % відвідуваності всіх розділів вікіпедії.

Іспа́нська Вікіпе́дія (ісп. Wikipedia en español) — розділ Вікіпедії іспанською мовою, дев'ятий за кількістю статей і 3-й за відвідуваністю розділ Вікіпедії.

## Кількість статей
- 20 травня 2001: запуск проєкту
- 30 травня 2005: 50 000 статей
- 8 березня 2006: 100 000 статей
- 10 лютого 2007: 200 000 статей
- 18 листопада 2007: 300 000 статей
- 20 вересня 2008: 400 000 статей
- 5 серпня 2009: 500 000 статей
- 17 квітня 2011: 750 000 статей
- 16 травня 2013: 1 000 000 статей
- 7 жовтня 2021 року іспанська Вікіпедія обігнала італійську Вікіпедію та зайняла 8-е місце.
- 2 січня 2025: 2 000 000 статей
- 25 березня 2025 іспанська Вікіпедія налічує 2 019 840 статей та посідає 8-е місце за їх кількістю.

## Статистика
Кількість зареєстрованих учасників складає 7 372 126 — друге місце після англомовного розділу.
За результатами I кварталу 2014 року 26,6 % редагувань були здійснені з території Іспанії, 16,5 % — Мексики, 12,8 % — Аргентини, 11,4 % — Колумбії, 7,8 % — Чилі.
За результатами I кварталу 2018 року 24,7 % переглядів було здійснене з території Мексики, 20,1 % — Іспанії, 12,5 % — Колумбії, 9,5 % — Аргентини, 6,6 % — Венесуели.

## Цікавий факт
В проєкті є користувач під іменем Francisco valera, який за 11 місяців написав близько 50 тисяч статей на біологічну тематику.